# Бялецкий, Антон Казимирович
Антон Казимирович Бялецкий (пол. Antoni Władysław Emilian Białecki; 1836—1912) — профессор международного права Варшавского университета; юрист, публицист и переводчик.

## Биография
Родился 11 июня 1836 года[по какому календарю?] в Варшаве.
Учился в гимназии Св. Анны в Кракове, в 1854 году начал изучать право в Ягеллонском университете, но был вынужден прервать учёбу из-за болезни в 1856 году. Изучал сельскохозяйственное производство в имении генерала Хлаповского. В 1858–1860 годах находился в Санкт-Петербурге, затем вернулся к получению юридического образования — в Гейдельбергском университете, где в 1862 году защитил диссертацию «Сущность и материалы международного права».
С момента основания Варшавской главной школы, с 10 сентября 1862 года, исправлял должность ординарного профессора по кафедре энциклопедии государственных наук и международного права юридического факультета; 28 февраля 1866 года был утверждён в должности. С 1869 до 1887 года был профессором международного права в Варшавском университете. В 1872 году Санкт-Петербургским университетом был удостоен степени доктора международного права за диссертацию: «Значение международного права и его материалов» (Варшава, 1872). Также, до 1876 года он читал лекции по политической экономии в Коммерческой школе Леопольда Кроненберга в Варшаве.
Бялецкому принадлежат ещё следующие сочинения: «Rękopisma Długosza w Petersburgskich Bibliotekach» (СПб., 1860); «O uniwersytetach» (Варшава, 1865); «Przebieg sporu o niewolnictwo i znaczenie zasady Monroe w stanach Zjednoczonych» (Варшава, 1866, из «Gazeta Polska»); «Zadanie Prawa Międzynarodowego i obowiązki strón wojujących» (Варшава, 1874) и др. Им была переведена на польский язык «Энциклопедия государственных наук Роберта Моля» (2 т., Варшава, 1864—1865). Также известны его сочинения в области садоводства — «Об уходе за цветами» (1856) и «О сельскохозяйственных садах» (1879).
В 1907 году он стал одним из основателей Варшавского научного общества.
Умер 15 ноября 1912 года[по какому календарю?] в Йордановицах близ Прушкова